# 最高かよ
「最高かよ」（さいこうかよ）は、日本の女性アイドルグループ・HKT48の楽曲。作詞は秋元康、作曲は和泉一弥が担当した。2016年9月7日に、HKT48の8作目のシングルとしてユニバーサルミュージック（EMI RECORDS）から発売された。楽曲のセンターポジションは松岡はなが務めた。

## 背景とリリース

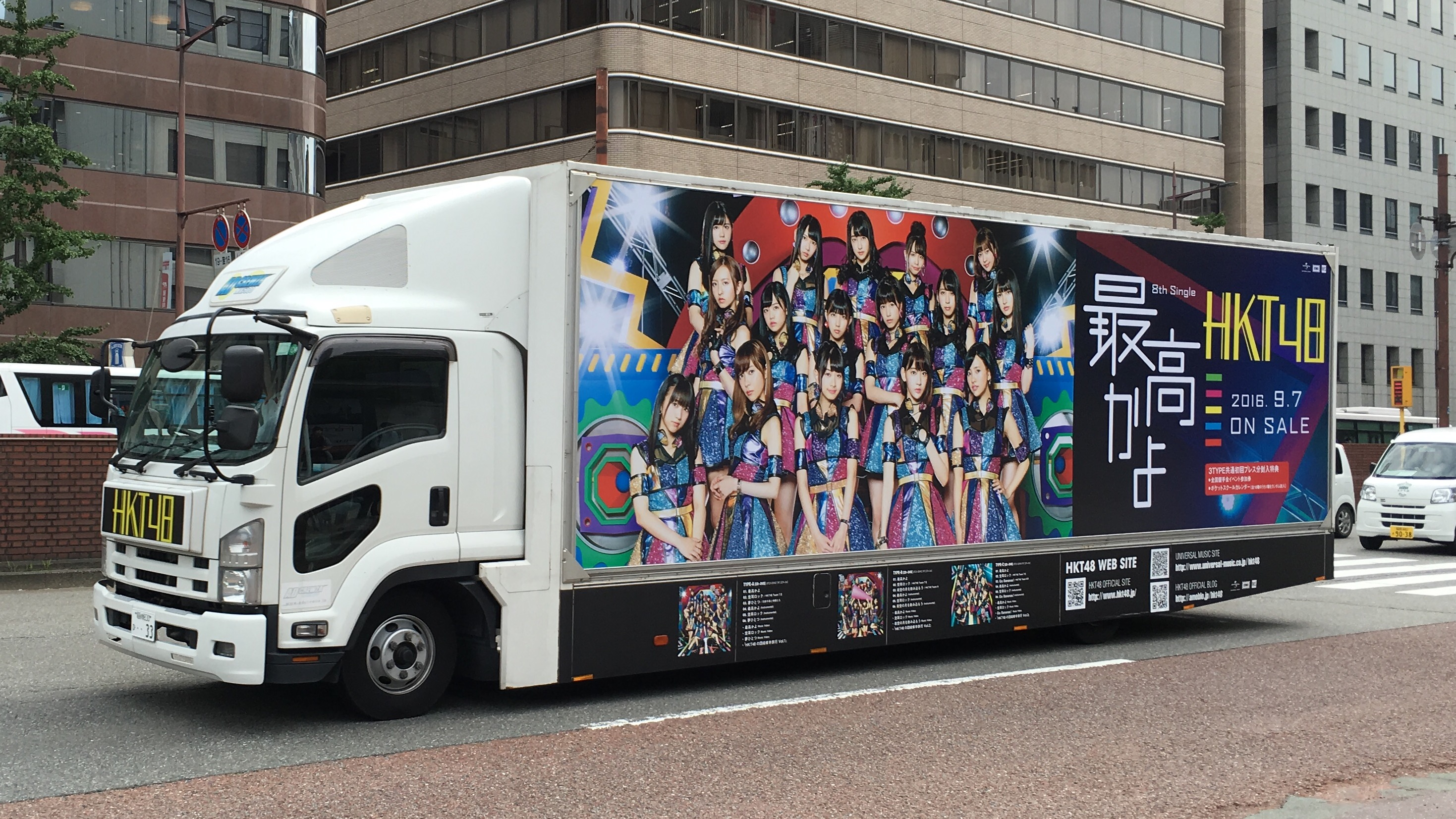
「最高かよ」のアドトラック
（福岡市中央区天神〈昭和通り〉）

前作「74億分の1の君へ」から約5か月ぶりのシングル。TYPE-A、TYPE-B、TYPE-C、劇場盤の4形態で発売。今作から、劇場盤の販売サイトは「キャラアニ・チャンス」からAKSが運営する「AKB48グループショップ」に変更された。
選抜メンバーおよびセンターポジションは、2016年7月13日に福岡サンパレスホールで行われた全国ツアー『HKT48夏のホールツアー2016〜HKTがAKB48グループを離脱?国民投票コンサート〜』の2日目公演で発表された。井上由莉耶と田中優香が初選抜。本村碧唯は6枚目シングル「しぇからしか!」以来約10か月ぶりの選抜復帰。前作の選抜メンバーのうち、2016年7月31日に卒業した穴井千尋のほか、坂口理子、田中菜津美が今作では選抜から外れた。
センターポジションは、2015年に開催された『第2回AKB48グループ ドラフト会議』で指名され加入した松岡はなであり、ドラフト2期生がシングル表題曲のセンターを務めるのは、AKB48グループで初めてである。
2016年8月15日に大分市・iichikoグランシアタで行われた先述のホールツアー最終公演（昼公演）で、楽曲タイトル発表とともに初披露された。また、2016年9月9日放送の『ミュージックステーション』（テレビ朝日）でテレビ初披露された。
共通カップリングには、2016年3月30日に結成されたTeam TII初のオリジナル楽曲「空耳ロック」が収録された。TYPE-Aには2016年7月31日にHKT48を卒業した穴井千尋の卒業ソング「夢ひとつ」が収録された。歌唱メンバー「穴井千尋と仲間たち」は1期生とAKB48からの移籍メンバー2名からなる。TYPE-B、CにはTeam HとTeam KIVの楽曲をそれぞれ収録。劇場盤に収録された「女の子だもん、走らなきゃ!」は松岡はなのソロ楽曲で、HKT48のシングルにメンバーのソロ曲が収録されたのは矢吹奈子に次ぎ2人目である。

## 音楽性と批評
「最高かよ」は、「今年最高のアッパーMIXソング」としており、歌詞には「MIX」と呼ばれるアイドルファンが曲を盛り上げるために行うコールが盛り込まれている。
指原莉乃は「斬新な曲」と言っており、好きな曲の1位は「12秒」だとしたものの、
「MVが今までで1番お気に入り」と発言した。また、指原は「最高かよって聞いたとき、三村さんが頭から離れなかった」と、さまぁ〜ずの三村マサカズのツッコミを連想させるフレーズであると発言し、三村もTwitterで「俺も真似して言ってみた!!」「しっくりきた!」と反応を示した。
AKB48の「BINGO!」や「君はメロディー」などを作曲したミュージシャンで作曲家の成瀬英樹は、「まいったな、HKTの新曲が素晴らしいな。誰かな、作曲」と発言している。

## アートワーク
| TYPE-A | 多田愛佳、兒玉遥、指原莉乃、田島芽瑠、朝長美桜、松岡菜摘、松岡はな、宮脇咲良   |
| TYPE-B | 井上由莉耶、兒玉遥、指原莉乃、田中美久、渕上舞、松岡はな、宮脇咲良、森保まどか |
| TYPE-C | 神志那結衣、兒玉遥、指原莉乃、田中優香、松岡はな、宮脇咲良、本村碧唯、矢吹奈子 |
| 劇場盤 | 兒玉遥、指原莉乃、松岡はな、宮脇咲良                                           |

CDジャケットの裏面にはメンバーは描かれていない。

## チャート成績
「最高かよ」のシングルCDは、2016年9月19日付のオリコン週間CDシングルランキングで推定27万枚を売り上げ初登場1位を獲得し、女性アーティスト歴代1位記録を持つ「デビューからのシングル連続1位獲得作品数」を8作連続に更新した。

## ミュージック・ビデオ
最高かよ
「最高かよ」のミュージック・ビデオの監督はZUMIが担当した。MVは、ロケと歌唱シーンの2つパートで構成されている。ロケパートでは、新日本プロレスのタイガーマスクや、中華料理店、甘味処などの人々から、MIXの声をメンバーたちが集音機を手に街を巡り、集めに行く。歌パートでは、MIXを文字にしたものが画面に大きく映し出される。ダンスは詩織が振り付けを担当した。手脚を大きく動かして踊る振り付けが多く、「ヲタ芸」も採り入れられている。
「最高かよ」スピンオフMV 『最強!合いの手教則ビデオ』
「最高かよ」のシングルCDで、HKT48が持つ「女性アーティスト・グループによるデビューからのオリコン週間CDシングルランキング連続1位記録」を8作に更新したことを記念して、「最高かよ」のスピンオフMVが制作され、HKT48の公式YouTubeチャンネルで公開された。かつて「合いの手」ブームを巻き起こしたオリエンタルラジオの藤森慎吾をはじめ、総勢90名の出演者が合いの手を入れるシーンが収められている。このMVには藤森のほか、村上ショージ、武井壮、ぺえ、とまんといったタレントや、新宿二丁目住人、パリピギャル、ボディビルダー（マッチョ29）、コスプレギャルなどが出演している。

## メディアでの使用
最高かよ
- エリカ健康道場『HKT48×優光泉』CMソング[34][35]
- 常盤薬品工業『なめらか本舗 保湿ライン』「とろんと濃ジェル」篇 CMソング[36]

## シングル収録トラック

### TYPE-A
| #         | タイトル                         | 作詞      | 作曲      | 編曲           | 時間  |
| --------- | -------------------------------- | --------- | --------- | -------------- | ----- |
| 1.        | 「最高かよ」                     | 秋元康    | 和泉一弥  | 野中“まさ”雄一 | 4:34  |
| 2.        | 「空耳ロック」(HKT48 Team TII)   | 秋元康    | 杉山勝彦  | 若田部誠       | 5:00  |
| 3.        | 「夢ひとつ」(穴井千尋と仲間たち) | 秋元康    | 福田貴史  | 福田貴史       | 4:43  |
| 4.        | 「最高かよ (Instrumental)」      |           | 和泉一弥  | 野中“まさ”雄一 | 4:34  |
| 5.        | 「空耳ロック (Instrumental)」    |           | 杉山勝彦  | 若田部誠       | 5:00  |
| 6.        | 「夢ひとつ (Instrumental)」      |           | 福田貴史  | 福田貴史       | 4:46  |
| 7.        | 「[Secret Track]」               |           |           |                | 4:34  |
| 合計時間: | 合計時間:                        | 合計時間: | 合計時間: | 合計時間:      | 33:11 |

| #  | タイトル                      | 作詞 | 作曲・編曲 | 監督     |
| -- | ----------------------------- | ---- | ---------- | -------- |
| 1. | 「最高かよ Music Video」      |      |            | ZUMI     |
| 2. | 「空耳ロック Music Video」    |      |            | 中村太洸 |
| 3. | 「夢ひとつ Music Video」      |      |            | 土屋隆俊 |
| 4. | 「HKT48の団結修学旅行 Vol.1」 |      |            |          |

### TYPE-B
| #         | タイトル                                | 作詞      | 作曲      | 編曲           | 時間  |
| --------- | --------------------------------------- | --------- | --------- | -------------- | ----- |
| 1.        | 「最高かよ」                            | 秋元康    | 和泉一弥  | 野中“まさ”雄一 | 4:34  |
| 2.        | 「空耳ロック」(HKT48 Team TII)          | 秋元康    | 杉山勝彦  | 若田部誠       | 4:58  |
| 3.        | 「夜空の月を飲み込もう」(HKT48 Team H)  | 秋元康    | 市川裕一  | 野中“まさ”雄一 | 3:56  |
| 4.        | 「最高かよ (Instrumental)」             |           | 和泉一弥  | 野中“まさ”雄一 | 4:34  |
| 5.        | 「空耳ロック (Instrumental)」           |           | 杉山勝彦  | 若田部誠       | 4:58  |
| 6.        | 「夜空の月を飲み込もう (Instrumental)」 |           | 市川裕一  | 野中“まさ”雄一 | 3:59  |
| 7.        | 「[Secret Track]」                      |           |           |                | 4:34  |
| 合計時間: | 合計時間:                               | 合計時間: | 合計時間: | 合計時間:      | 31:33 |

| #  | タイトル                             | 作詞 | 作曲・編曲 | 監督     |
| -- | ------------------------------------ | ---- | ---------- | -------- |
| 1. | 「最高かよ Music Video」             |      |            | ZUMI     |
| 2. | 「空耳ロック Music Video」           |      |            | 中村太洸 |
| 3. | 「夜空の月を飲み込もう Music Video」 |      |            | 井上強   |
| 4. | 「HKT48の団結修学旅行 Vol.2」        |      |            |          |

### TYPE-C
| #         | タイトル                        | 作詞      | 作曲      | 編曲           | 時間  |
| --------- | ------------------------------- | --------- | --------- | -------------- | ----- |
| 1.        | 「最高かよ」                    | 秋元康    | 和泉一弥  | 野中“まさ”雄一 | 4:34  |
| 2.        | 「空耳ロック」(HKT48 Team TII)  | 秋元康    | 杉山勝彦  | 若田部誠       | 5:00  |
| 3.        | 「Go Bananas!」(HKT48 Team KIV) | 秋元康    | バグベア  | 水島康貴       | 4:08  |
| 4.        | 「最高かよ (Instrumental)」     |           | 和泉一弥  | 野中“まさ”雄一 | 4:34  |
| 5.        | 「空耳ロック (Instrumental)」   |           | 杉山勝彦  | 若田部誠       | 5:00  |
| 6.        | 「Go Bananas! (Instrumental)」  |           | バグベア  | 水島康貴       | 4:11  |
| 7.        | 「[Secret Track]」              |           |           |                | 4:34  |
| 合計時間: | 合計時間:                       | 合計時間: | 合計時間: | 合計時間:      | 32:01 |

| #  | タイトル                      | 作詞 | 作曲・編曲 | 監督     |
| -- | ----------------------------- | ---- | ---------- | -------- |
| 1. | 「最高かよ Music Video」      |      |            | ZUMI     |
| 2. | 「空耳ロック Music Video」    |      |            | 中村太洸 |
| 3. | 「Go Bananas! Music Video」   |      |            | 安藤隼人 |
| 4. | 「HKT48の団結修学旅行 Vol.3」 |      |            |          |

### 劇場盤
| #         | タイトル                                     | 作詞      | 作曲           | 編曲           | 時間  |
| --------- | -------------------------------------------- | --------- | -------------- | -------------- | ----- |
| 1.        | 「最高かよ」                                 | 秋元康    | 和泉一弥       | 野中“まさ”雄一 | 4:34  |
| 2.        | 「空耳ロック」(HKT48 Team TII)               | 秋元康    | 杉山勝彦       | 若田部誠       | 4:58  |
| 3.        | 「女の子だもん、走らなきゃ!」(松岡はな)      | 秋元康    | アイルトン瀬名 | 吉岡大志       | 3:38  |
| 4.        | 「最高かよ (Instrumental)」                  |           | 和泉一弥       | 野中“まさ”雄一 | 4:34  |
| 5.        | 「空耳ロック (Instrumental)」                |           | 杉山勝彦       | 若田部誠       | 4:58  |
| 6.        | 「女の子だもん、走らなきゃ! (Instrumental)」 |           | アイルトン瀬名 | 吉岡大志       | 3:41  |
| 7.        | 「[Secret Track]」                           |           |                |                | 4:34  |
| 合計時間: | 合計時間:                                    | 合計時間: | 合計時間:      | 合計時間:      | 30:57 |

## 選抜メンバー
- 井上由莉耶
- 多田愛佳
- 神志那結衣
- 兒玉遥
- 指原莉乃
- 田島芽瑠
- 田中美久
- 田中優香
- 朝長美桜
- 渕上舞
- 松岡菜摘
- 松岡はな
- 宮脇咲良
- 本村碧唯
- 森保まどか
- 矢吹奈子

## JKT48によるカバー
HKT48の姉妹グループであるJKT48が本楽曲を「Luar Biasa - Saikou Kayo」というタイトルでカバーし、グループの15作目のシングルとして、2016年12月21日にHits Recordsから発売された。
歌詞は全編にわたってインドネシア語に翻訳したものだが、英語と、合いの手の部分のMIXを含めた一部の日本語（「よろしく」「超絶」「せーの」など）はそのまま使用されている。楽曲のセンターポジションはナビラ・ラトナ・アユ・アザリア。アディスティ・ザラ、ヌルハヤティ、マデ・デヴィ・ラニタ・ニンタラが初選抜となっている。2016年12月30日にグループを卒業した仲川遥香の最終参加シングルとなった。また、英語でカバーしたバージョンも収録されている。
今作はJKT48が初めてHKT48の楽曲をシングル表題曲としてカバーした。AKB48以外のグループではSKE48（「パレオはエメラルド」）に次いで2組目。今作の制作のきっかけとして、指原から仲川への進言もあった。
販売形態は通常盤、MUSIC DOWNLOAD CARDの2種。
カップリングでは他に、AKB48から「夢の河」「スクラップ&ビルド」、NMB48から「HA!」、HKT48から「桜、みんなで食べた」の計4曲のカバーが収録されている。「夢の河」は元々前田敦子の卒業ソングであるが、今作では「Sungai Impian - Yume no Kawa」のタイトルで、仲川の卒業ソングとして収録された。

### シングル収録トラック
| #  | タイトル                                                | 作詞 | 作曲                 | 編曲               |
| -- | ------------------------------------------------------- | ---- | -------------------- | ------------------ |
| 1. | 「Luar Biasa - Saikou Kayo」                            |      | 和泉一弥             | 野中“まさ”雄一     |
| 2. | 「Sungai Impian - Yume no Kawa」                        |      | 杉山勝彦             | 杉山勝彦、有木竜郎 |
| 3. | 「HA!」                                                 |      | 田中明仁             | 武藤星児           |
| 4. | 「Scrap and Build」                                     |      | エガワヒロシ         | 武藤星児           |
| 5. | 「Sakura Kita Makan Bersama - Sakura, Minna de Tabeta」 |      | Ryosuke "Dr.R" Sakai | 野中“まさ”雄一     |
| 6. | 「Luar Biasa - Saikou Kayo (English Version)」          |      | 和泉一弥             | 野中“まさ”雄一     |

| #  | タイトル                                                     | 作詞 | 作曲・編曲 |
| -- | ------------------------------------------------------------ | ---- | ---------- |
| 1. | 「Luar Biasa - Saikou Kayo (Music Video)」                   |      |            |
| 2. | 「Luar Biasa - Saikou Kayo (Music Video Behind The Scenes)」 |      |            |

### 選抜メンバー
| - アディスティ・ザラ - アヤナ・シャハブ - ジェシカ・フェランダ - シャニ・インディラ・ナティオ | - シャニア・ジュニアナタ - シンディ・ユフィア - 近野莉菜 - デフィ・キナル・プトゥリ | - 仲川遥香 - ナビラ・ラトナ・アユ・アザリア - ヌルハヤティ - ベビー・チャエサラ・アナディラ | - マデ・デヴィ・ラニタ・ニンタラ - ミシェル・クリスト・クスナディ - メロディー・ヌランダニ・ラクサニ - ラトゥ・フィエンニ・フィトゥリリア |